# آنتونیو سانتوس پرالبا
آنتونیو سانتوس پرالبا (به اسپانیایی: Antonio Santos Peralba) (زاده ۱ نوامبر ۱۸۸۵ - درگذشته ؟) مدیر ورزشی اهل اسپانیا بود. وی ۲۷ نوامبر ۱۹۴۰ تا ۱۱ سپتامبر ۱۹۴۳ به‌عنوان دهمین رئیس باشگاه فوتبال رئال مادرید شناخته می‌شد.